# Doubabougou
Doubabougou es una localidad y comuna del círculo de Kati, región de Kulikoró, Malí. Su población era de 5 041 habitantes en 2009.
Se encuentra junto a la carretera RN-4 que la une con Bamako, doscientos kilómetros al sur.